# Liste der Biografien/Laut
Liste der Biografien |
Portal Biografien |
Personensuche
# |
A |
B |
C |
D |
E |
F |
G |
H |
I |
J |
K |
L |
M |
N |
O |
P |
Q |
R |
S |
T |
U |
V |
W |
X |
Y |
Z |
?
 
La |
Lb |
Lc |
Le |
Lg |
Lh |
Li |
Lj |
Ll |
Lm |
Lo |
Lp |
Lt |
Lu |
Lv |
Lw |
Lx |
Ly |
Lz
 
Laa |
Lab |
Lac |
Lad |
Lae–Lah |
Lai |
Laj |
Lak |
Lal |
Lam |
Lan |
Lao |
Lap |
Laq |
Lar |
Las |
Lat |
Lau |
Lav |
Law |
Lax |
Lay |
Laz
 
Laua |
Laub |
Lauc |
Laud |
Laue |
Lauf |
Laug |
Lauh |
Laui |
Lauj |
Lauk |
Laul |
Laum |
Laun |
Laup |
Laur |
Laus |
Laut |
Lauv |
Lauw |
Laux |
Lauz
Die Liste der Biografien führt alle Personen auf, die in der deutschsprachigen Wikipedia einen Artikel haben. Dieses ist eine Teilliste mit 212 Einträgen von Personen, deren Namen mit den Buchstaben „Laut“ beginnt.

## Laut
- Laut, Dave (1956–2009), US-amerikanischer Kugelstoßer
- Laut, Jens Peter (* 1954), deutscher Orientalist und Hochschullehrer

### Lauta
- Lautala, Martti (1928–2016), finnischer Skilangläufer
- Lautard-Schewtschenka, Véronique (1901–1982), russisch-französische Pianistin
- Lautaro († 1557), Kriegshäuptling der Mapuche (1553–1557)Lautaro († 1557)

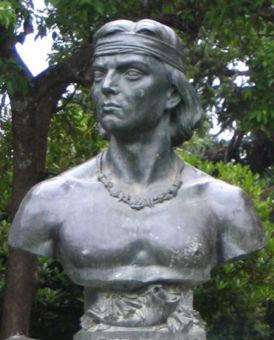
Lautaro († 1557)

- Lăutaru, Barbu (1780–1858), rumänischer Sänger und Cobzar
- Lăutaru, Gheorghe (1960–2010), rumänischer Radrennfahrer

### Laute
- Lauté, Florian (* 1980), französischer Politiker (Parti Pirate)
- Laute, Rolf (1940–2013), deutscher Maler, Graphiker und Kunstpädagoge
- Lautemann, Johann Jakob (1737–1803), deutscher Architekt und Baumeister
- Lauten, Anno (* 1967), deutscher Sänger, Stimmtrainer, Autor und Vortragsredner
- Lauten, Fredi (1926–2008), deutscher Fußballspieler
- Lauten, Fritz H. (1935–1989), deutscher Künstler und Glasmaler
- Lautenbach, Anke (1960–2012), deutsche Sängerin und Dozentin für Gesang
- Lautenbach, Conrad (1534–1595), deutscher Geistlicher und Schriftsteller
- Lautenbach, Ernst (1935–1993), deutscher Politiker (CDU), MdL
- Lautenbach, Robin (* 1952), deutscher Journalist
- Lautenbach, Wilhelm (1891–1948), deutscher Beamter im Reichswirtschaftsministerium
- Lautenbacher, Hans (1883–1966), Landtagsabgeordneter Volksstaat Hessen
- Lautenbacher, Pia (* 1994), deutsche Schauspielerin
- Lautenbacher, Rolf (* 1966), deutscher Triathlet
- Lautenbacher, Stefan (* 1956), deutscher Psychologe und Schmerzforscher
- Lautenbacher, Susanne (1932–2020), deutsche Violinistin
- Lautenbacher, Walter E. (1920–2000), deutscher Fotograf
- Lautenberg, Frank (1924–2013), US-amerikanischer Politiker
- Lautenburg, Sigmund (1851–1918), österreichischer Theater-Schauspieler, -Regisseur und Theaterdirektor
- Lautensach, Hermann (1886–1971), deutscher Geograph
- Lautensach-Löffler, Eugenie (1902–1987), deutsche Geographin und Heimatkundlerin
- Lautensack, Hanns, deutscher Kupferstecher und Radierer
- Lautensack, Heinrich (1522–1568), deutscher Goldschmied und Maler
- Lautensack, Heinrich (1881–1919), deutscher Schriftsteller
- Lautensack, Paul (1478–1558), deutscher Maler
- Lautenschlag, Christian (* 1949), deutschsprachiger Schriftsteller und Übersetzer
- Lautenschlager, Anic (* 1984), Schweizer Radiomoderatorin
- Lautenschlager, Anselm (1888–1958), deutscher Marineoffizier, zuletzt Kapitän zur See der Kriegsmarine
- Lautenschläger, Carl (1843–1906), deutscher Theatermaschinist
- Lautenschläger, Carl (1888–1962), deutscher Chemiker und Mediziner
- Lautenschlager, Christian Friedrich (1877–1954), deutscher Mechaniker und Rennfahrer
- Lautenschlager, Emma (1881–1966), deutsche Gemeinderätin (Freie Wählervereinigung)
- Lautenschlager, Friedrich (1890–1955), deutscher Bibliothekar
- Lautenschlager, Gabriel (* 1995), deutscher Leichtathlet
- Lautenschläger, Gabriele (* 1952), deutsche katholische Theologin
- Lautenschlager, Gary (* 1983), deutscher American-Football-Spieler
- Lautenschlager, Hans (1919–2007), deutscher Verwaltungsbeamter und Politiker (SPD), MdB, MdEP
- Lautenschlager, Hans Werner (1927–2019), deutscher Diplomat
- Lautenschlager, Hartmann (1940–2010), österreichischer Politiker (FPÖ), Abgeordneter zum Nationalrat
- Lautenschläger, Heide-Marlis (* 1941), deutsche Malerin, Grafikerin und Politikerin (PDS), MdL
- Lautenschläger, Heinrich (1843–1906), deutscher Gutsbesitzer und Politiker, MdL
- Lautenschläger, Joachim (* 1944), deutscher Maler und Grafiker
- Lautenschlager, Julian (* 1996), deutscher Eishockeyspieler
- Lautenschlager, Karl (1868–1952), deutscher Politiker, Stadtschultheiß bzw. Oberbürgermeister von Stuttgart
- Lautenschläger, Karl (1933–2005), deutscher Politiker (CSU), MdL
- Lautenschläger, Manfred (* 1938), deutscher UnternehmerManfred Lautenschläger (* 1938)

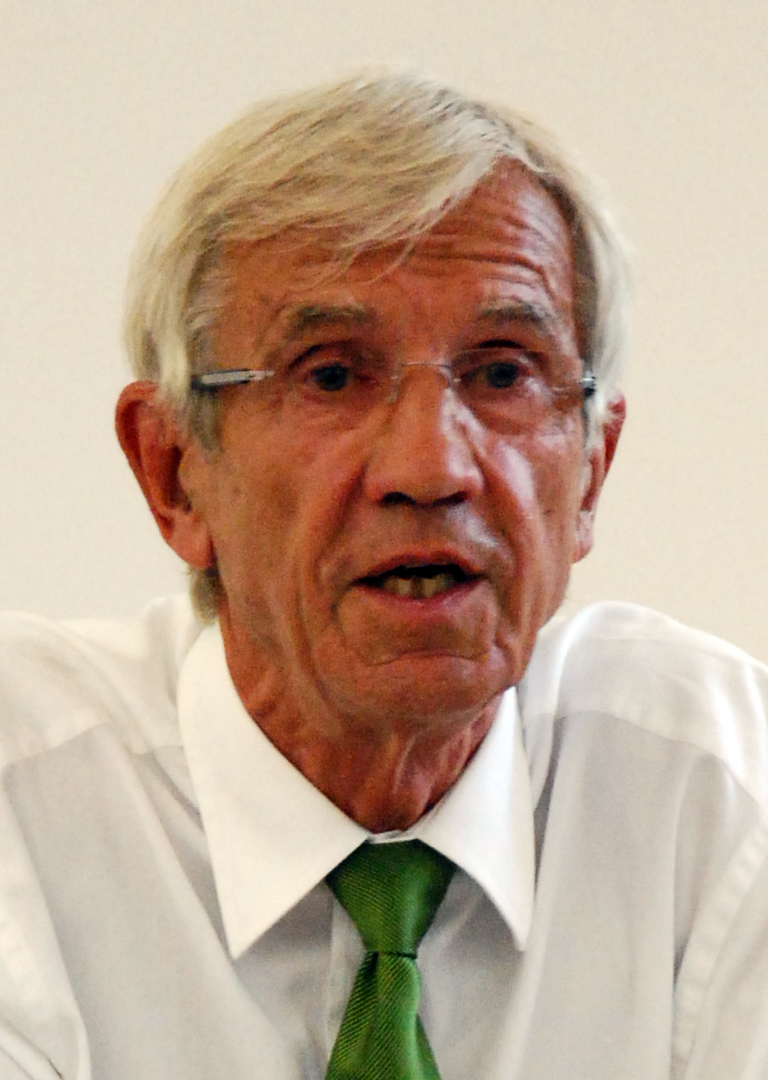
Manfred Lautenschläger (* 1938)

- Lautenschlager, Marie (1859–1941), deutsche Malerin
- Lautenschläger, Mathias (1865–1932), deutscher Ingenieur
- Lautenschlager, Otto (1900–1987), deutscher Schriftsteller und Lyriker
- Lautenschläger, Sabine (* 1964), deutsche Juristin
- Lautenschläger, Silke (* 1968), deutsche Politikerin (CDU), MdL, hessische Sozialministerin
- Lautenschlager, Tom (* 1998), deutscher Automobilrennfahrer
- Lautenschläger, Ursula (* 1939), deutsche Grafikerin
- Lauter, Anna (1847–1926), Präsidentin der Badischen Rot-Kreuz-Schwesternschaft
- Lauter, Ants (1894–1973), estnischer Schauspieler, Theaterdirektor und Pädagoge
- Lauter, Ed (1938–2013), amerikanischer SchauspielerEd Lauter (1938–2013)

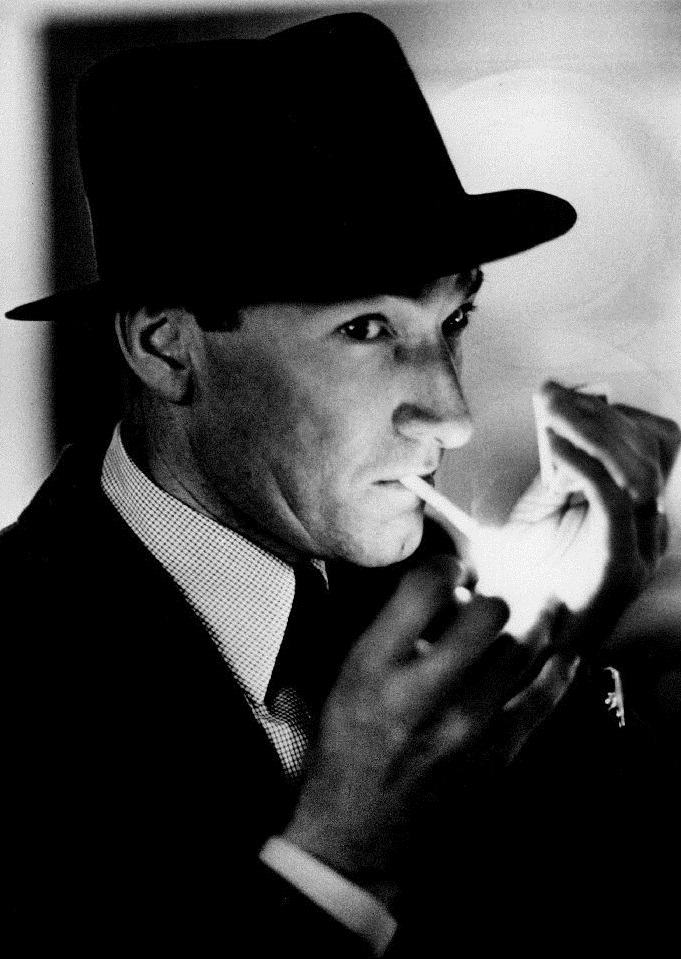
Ed Lauter (1938–2013)

- Lauter, Emma (1838–1926), deutsche Schriftstellerin
- Lauter, Ernst August (1920–1984), deutscher Physiker
- Lauter, Gerhard (1950–2022), deutscher Verwaltungsjurist; beteiligt an der Ausarbeitung der neuen DDR-Reiseregelung vom 9. November 1989
- Lauter, Hans (1914–2012), deutscher SED-Funktionär
- Lauter, Hans (1928–2022), deutscher Psychiater und Hochschullehrer
- Lauter, Hans (1941–2007), deutscher Klassischer Archäologe
- Läuter, Henning (* 1944), deutscher Mathematiker
- Lauter, Josef (* 1936), deutscher Hochschulrektor und Hochschullehrer für Didaktik der Mathematik
- Läuter, Jürgen (* 1935), deutscher Mathematiker
- Lauter, Kristin (* 1969), US-amerikanische Mathematikerin
- Lauter, Ludwig von (1855–1929), preußischer General der Artillerie, Generalinspekteur der Fußartillerie
- Lauter, Margarete (1925–2004), deutsche Kunsthändlerin und Galeristin
- Lauter, Maurus, deutscher Benediktiner und Abt
- Lauter, Philipp (* 2001), deutscher Volleyballspieler
- Lauter, Rainer, deutscher Kameramann
- Lauter, Rolf (* 1952), deutscher Kunsthistoriker
- Lauter, Wilhelm Florentin (1821–1892), Oberbürgermeister der Stadt Karlsruhe
- Lauter, Wolfgang (* 1946), deutscher Grafik-Designer und Fotograf
- Lauter-Bufe, Heide (* 1938), deutsche Klassische Archäologin
- Lauterbach, Aegidius (1768–1851), deutscher Pfarrer
- Lauterbach, Albert (1904–1986), austroamerikanischer Ökonom
- Lauterbach, Anastassia (* 1972), deutsch-russische Managerin
- Lauterbach, Andrea (* 1978), deutsche Moderatorin
- Lauterbach, Ann (* 1942), US-amerikanische Lyrikerin
- Lauterbach, Anton (1502–1569), deutscher lutherischer Theologe, Superintendent in Pirna
- Lauterbach, Barthel (1515–1578), kurfürstlich-sächsischer Hof- und Kammerrat, Landrentmeister, Oberamtmann zu Nossen und Chemnitz
- Lauterbach, Benjamin (* 1975), deutscher Schriftsteller, Lektor und Fernsehjournalist
- Lauterbach, Boris (* 1974), deutscher Musiker
- Lauterbach, Burkhart (* 1951), deutscher Kulturwissenschaftler, Volkskundler, Museologe und Hochschullehrer
- Lauterbach, Carl (1906–1991), deutscher Maler und Kunstsammler
- Lauterbach, Ellen (1923–2011), deutsche Politikerin (SPD), MdB
- Lauterbach, Enise (* 1975), deutsche Medizinerin und Unternehmerin
- Lauterbach, Erhard (1570–1649), deutscher evangelisch-lutherischer Theologe und Pfarrer
- Lauterbach, Franz (1865–1933), deutscher Kunstglas- und Kirchenfenster-Maler, selbständiger Unternehmer
- Lauterbach, Frizz (* 1970), deutscher Musikjournalist und Autor
- Lauterbach, Georg Burkhard (1683–1751), deutscher Bibliothekar
- Lauterbach, Heiner (* 1953), deutscher Schauspieler und SynchronsprecherHeiner Lauterbach (* 1953)

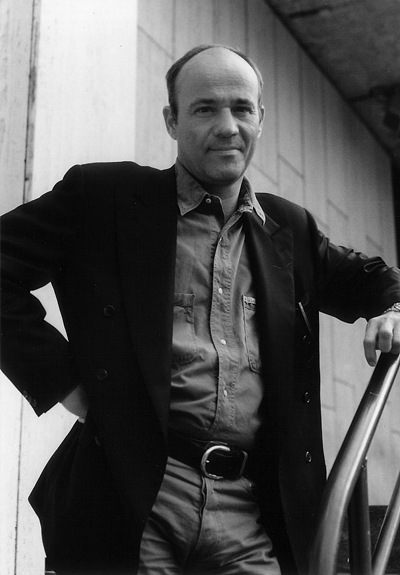
Heiner Lauterbach (* 1953)

- Lauterbach, Heinrich (1893–1973), deutscher Architekt
- Lauterbach, Heinrich (1925–1996), deutscher Pädagoge und Politiker (CDU), MdL
- Lauterbach, Henry (* 1957), deutscher Leichtathlet
- Lauterbach, Hermann O. (1926–2015), deutscher Schriftsteller
- Lauterbach, Hieronymus (1531–1577), österreichischer Astronom, Mathematiker und Humanist
- Lauterbach, Hilmar (1869–1942), deutscher Kunstschmied und Ziseleur
- Lauterbach, Ingrid (* 1960), deutsch-englische Schachspielerin
- Lauterbach, Iris (* 1959), deutsche Kunsthistorikerin und Hochschullehrerin
- Lauterbach, Jacob Zallel (1873–1942), österreichisch-US-amerikanischer Rabbiner und Talmudgelehrter
- Lauterbach, Johann (1531–1593), deutscher Pädagoge, Kirchenlieddichter und Geschichtswissenschaftler
- Lauterbach, Johann Balthasar (1663–1694), deutscher Mathematiker und Architekt
- Lauterbach, Johann Christoph (1675–1744), deutscher Kartograf und Ingenieuroffizier
- Lauterbach, Johann Christoph (1832–1918), deutscher Geiger, Konzertmeister und Konservatoriumslehrer
- Lauterbach, Josefine (1909–1972), österreichische Leichtathletin, Handballerin und Fußballerin
- Lauterbach, Julius (1877–1937), deutscher Kapitän und Marineoffizier
- Lauterbach, Julius August (1800–1858), deutscher Verwaltungsbeamter und Parlamentarier
- Lauterbach, Karl (1864–1937), Biologe und Geograph
- Lauterbach, Karl (1878–1952), deutscher Politiker (WP), MdR
- Lauterbach, Karl (* 1963), deutscher Mediziner, Gesundheitswissenschaftler und Politiker (SPD), MdBKarl Lauterbach (* 1963)

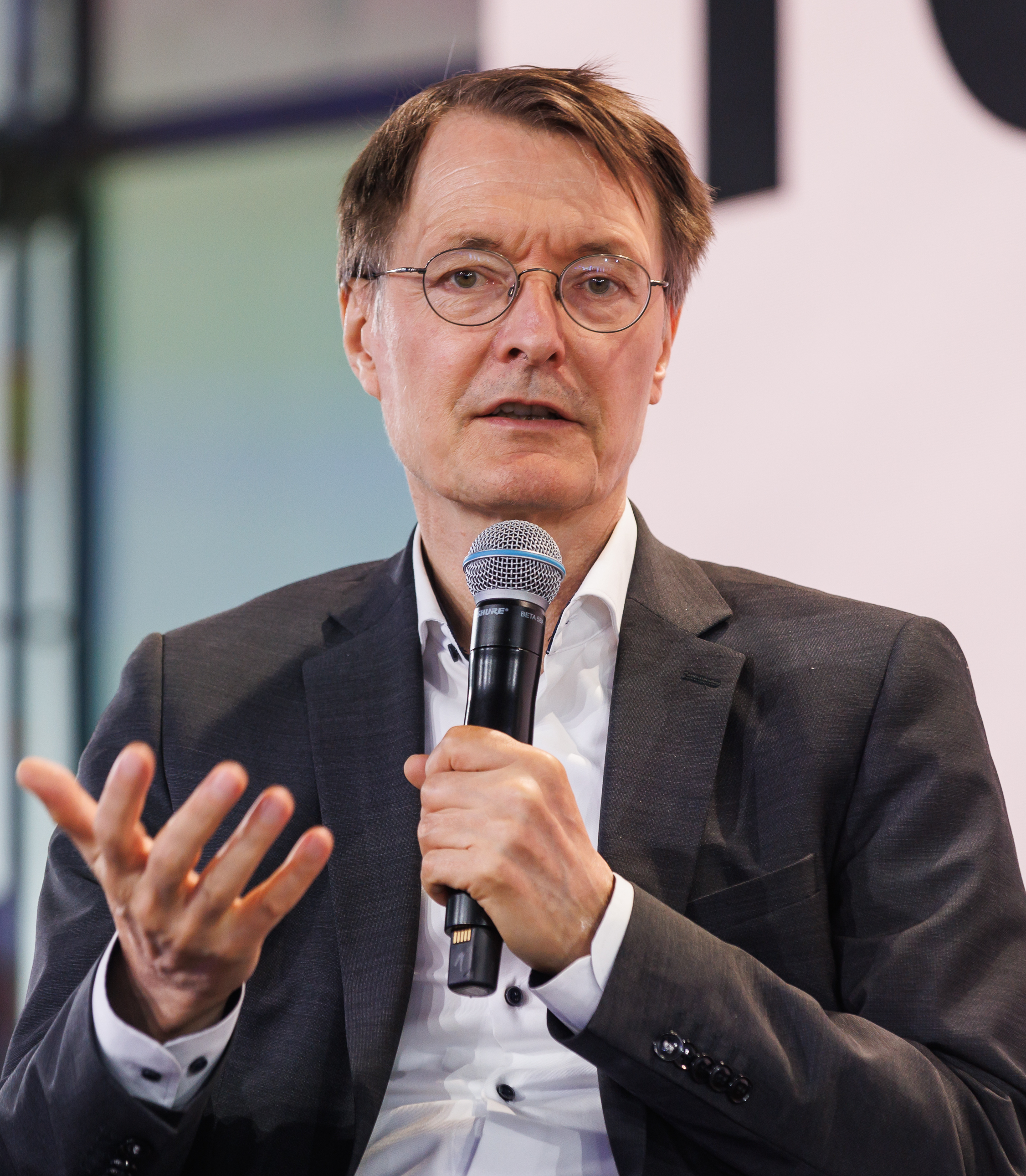
Karl Lauterbach (* 1963)

- Lauterbach, Kerstin (* 1959), deutsche Politikerin (Die Linke), MdL
- Lauterbach, Konstanze (1954–2025), deutsche Theaterregisseurin
- Lauterbach, Kurt (1920–1993), deutscher Tenorbuffo, Komiker, Entertainer und Schauspieler
- Lauterbach, Kurt (1921–2010), deutscher Basketballtrainer, -funktionär
- Lauterbach, Leo (1886–1968), israelischer Verbandsfunktionär
- Lauterbach, Lothar (1929–2022), deutscher Miniaturschnitzer und Umweltschützer
- Lauterbach, Marc (* 1990), deutscher Handballspieler
- Lauterbach, Maya (* 2002), deutsche Schauspielerin
- Lauterbach, Peter (* 1896), deutscher Landrat des Kreises Schleiden
- Lauterbach, Peter (* 1976), deutscher Sportberichterstatter
- Lauterbach, Poppo Christian († 1667), sächsischer Beamter
- Lauterbach, Reiner (* 1954), deutscher Mathematiker
- Lauterbach, Richard (1914–1950), US-amerikanischer Journalist
- Lauterbach, Robert (1915–1995), deutscher Geophysiker
- Lauterbach, Samuel Friedrich (1662–1728), deutscher lutherischer Theologe und Historiker in Polen
- Lauterbach, Sascha (* 1978), deutscher American-Football-Spieler
- Lauterbach, Sascha (* 1979), deutscher Fernsehmoderator, Journalist und RedakteurSascha Lauterbach (* 1979)

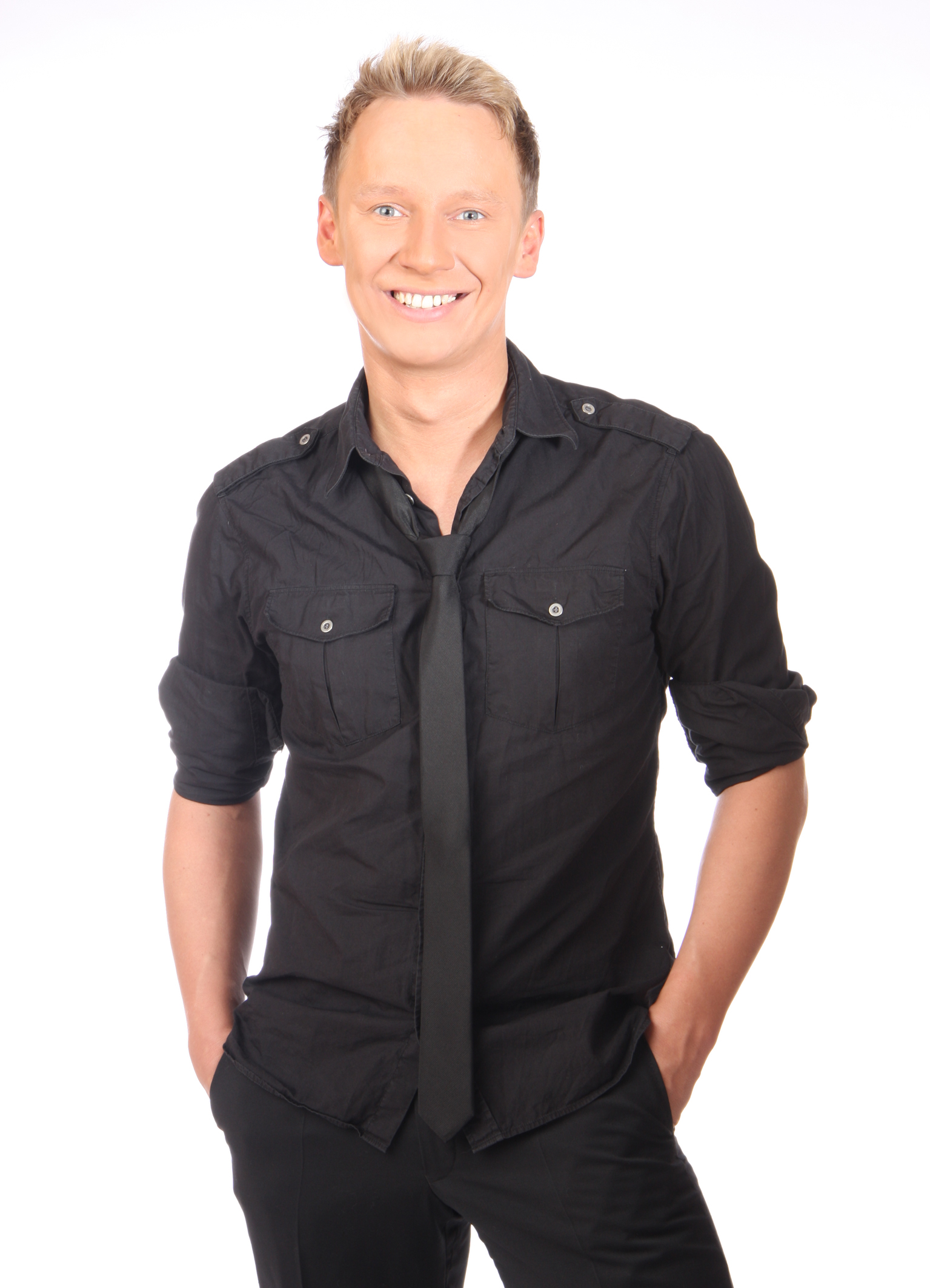
Sascha Lauterbach (* 1979)

- Lauterbach, Ulrich (1911–1988), deutscher Theaterintendant, Regisseur und Hörspielleiter des Hessischen Rundfunks
- Lauterbach, Ute (* 1955), deutsche Sachbuchautorin
- Lauterbach, Werner (1930–2012), deutscher Heimatforscher, Publizist und Autor
- Lauterbach, Wolfgang (1893–1973), deutscher Richter
- Lauterbach, Wolfgang (* 1960), deutscher Soziologe
- Lauterbach, Wolfgang Adam (1618–1678), deutscher Jurist
- Lauterbach, Wolfram (* 1952), deutscher Leichtathlet
- Lauterbacher, Hartmann (1909–1988), österreichischer Politiker (NSDAP), MdR, Obergebietsführer der Hitler-Jugend, NSDAP-GauleiterHartmann Lauterbacher (1909–1988)

Hartmann Lauterbacher (1909–1988)

- Lauterböck, Helene (1895–1990), österreichische Schauspielerin
- Lauterborn, Robert (1869–1952), deutscher Hydrobiologe, Zoologe, Botaniker und Wissenschaftshistoriker
- Lauterborn, Werner (1942–2023), deutscher Physiker
- Lauterbur, Paul Christian (1929–2007), US-amerikanischer Chemiker
- Lauterburg, Christine (* 1956), Schweizer Sängerin und Schauspielerin
- Lauterburg, Dora (1888–1975), Schweizer Malerin, Holzschneiderin und Illustratorin
- Lauterburg, Gottlieb Ludwig (1817–1864), Schweizer Politiker und Journalist
- Lauterburg, Martin (1891–1960), Schweizer Grafiker, Zeichner und Maler
- Lauterburg, Otto (1873–1927), Schweizer reformierter Pfarrer und christlich-sozialistischer Redaktor
- Lauterburg, Walter Ludwig Wilhelm (1861–1938), Schweizer Jurist und Professor der Rechte
- Lauteren, Anton Joseph (1783–1834), deutscher Landrat
- Lauteren, Christian (1755–1843), Unternehmer und Landtagsabgeordneter Großherzogtum Hessen
- Lauteren, Christian Ludwig (1811–1888), deutscher Industriemagnat und Politiker
- Lauteren, Clemens (1786–1877), Unternehmer und Landtagsabgeordneter Großherzogtum Hessen
- Lauteren, Clemens (1843–1908), deutscher Unternehmer und Politiker
- Lauterer, Bertha (1869–1936), Sängerin (Sopran)
- Lauterer, Heide-Marie (* 1952), deutsche Historikerin und Autorin
- Lauterer, Joseph (1848–1911), deutsch-australischer Mediziner, Biologe, Völkerkundler und Reiseschriftsteller
- Lauterer, Kassian (1934–2022), österreichischer Ordensgeistlicher, Abt der Territorialabtei Wettingen-Mehrerau
- Lauterfresser († 1645), angeblicher Südtiroler Hexer
- Lauterjung, Karl-Heinz (1914–2000), deutscher Kernphysiker
- Lauterjung, Michael (* 1959), deutscher Maler
- Lauterpacht, Elihu (1928–2017), britischer Völkerrechtler
- Lauterpacht, Hersch (1897–1960), österreichisch-britischer Rechtswissenschaftler, Völkerrechtler, Richter am Internationalen Gerichtshof
- Lauterstein, Andrew (* 1987), australischer Schwimmer
- Lauterwald, Matthias, deutscher Philologe, Mathematiker und evangelischer Theologe
- Lauterwasser, Alexander (* 1951), deutscher Sachbuchautor, Wasserforscher und Medienkünstler
- Lauterwasser, Jack (1904–2003), britischer Radrennfahrer
- Lauterwasser, Siegfried (1913–2000), deutscher Fotograf
- Lauteschläger, Carl Christian (1788–1835), deutscher Kommunalpolitiker und Bürgermeister
- Lauteschläger, Ernst Friedrich (1827–1874), großherzoglich-hessischer Kreisrat

### Lauth
- Lauth, Benjamin (* 1981), deutscher FußballspielerBenjamin Lauth (* 1981)

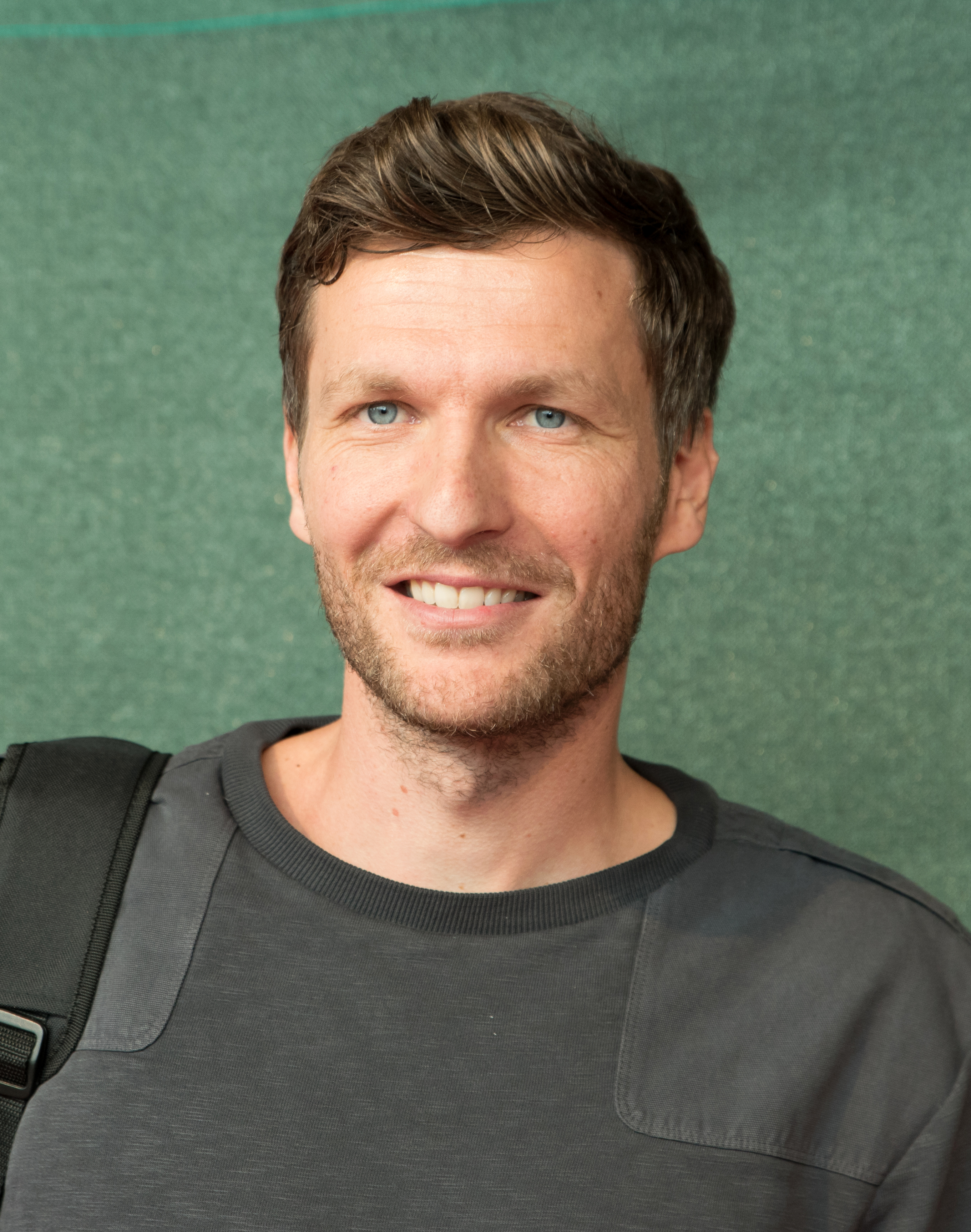
Benjamin Lauth (* 1981)

- Lauth, Bernhard (* 1956), deutscher Wissenschaftstheoretiker und Hochschullehrer
- Lauth, Charles (1836–1913), französischer Chemiker
- Lauth, Ernest (1827–1902), deutscher Bankier, Bürgermeister und Politiker, MdR
- Lauth, Franz Joseph (1822–1895), deutscher Pädagoge und Orientalist
- Lauth, Gerhard W. (* 1947), deutscher Hochschullehrer, Psychologe und psychologischer Psychotherapeut
- Lauth, Hans-Joachim (* 1957), deutscher Politologe
- Lauth, Reinhard (1919–2007), deutscher Philosoph
- Lauth, Robert (1896–1985), deutscher Landschaftsmaler
- Lauth, Tim (* 1992), deutscher Fernseh- und Radiomoderator
- Lauth, William (* 2002), deutscher Turniertänzer und Hörfunkmoderator
- Lauth, Wolfgang (1931–2011), deutscher Jazzmusiker (Pianist, Bandleader, Komponist)

### Lauti
- Lauti, Toaripi (1928–2014), tuvaluischer Politiker
- Lautier, Joël (* 1973), französischer Schachgroßmeister

### Lautm
- Lautman, Albert (1908–1944), französischer Philosoph
- Lautmann, Johann (1789–1857), österreichischer Landwirt und Politiker, Landtagsabgeordneter
- Lautmann, Rüdiger (* 1935), deutscher Jurist, Soziologe und KriminologeRüdiger Lautmann (* 1935)

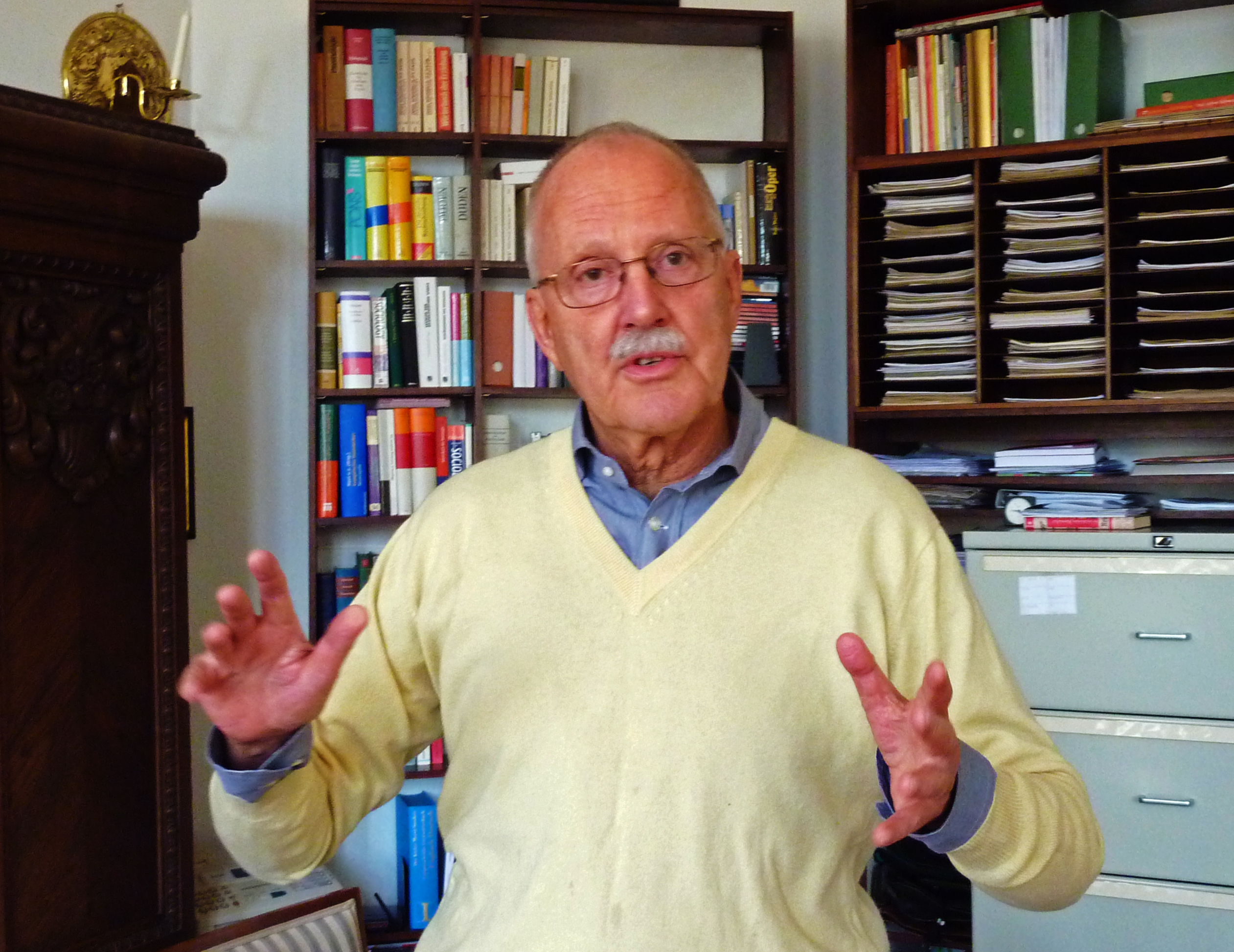
Rüdiger Lautmann (* 1935)

### Lautn
- Lautner, Anni, deutsche Hockeyspielerin
- Lautner, Christoph Alois (1622–1685), Pfarrer und Dechant in Hotzenplotz
- Lautner, Georges (1926–2013), französischer Regisseur
- Lautner, John (1911–1994), US-amerikanischer Architekt
- Lautner, Julius Georg (1896–1972), österreichischer Jurist
- Lautner, Taylor (* 1992), US-amerikanischer Schauspieler und SynchronsprecherTaylor Lautner (* 1992)

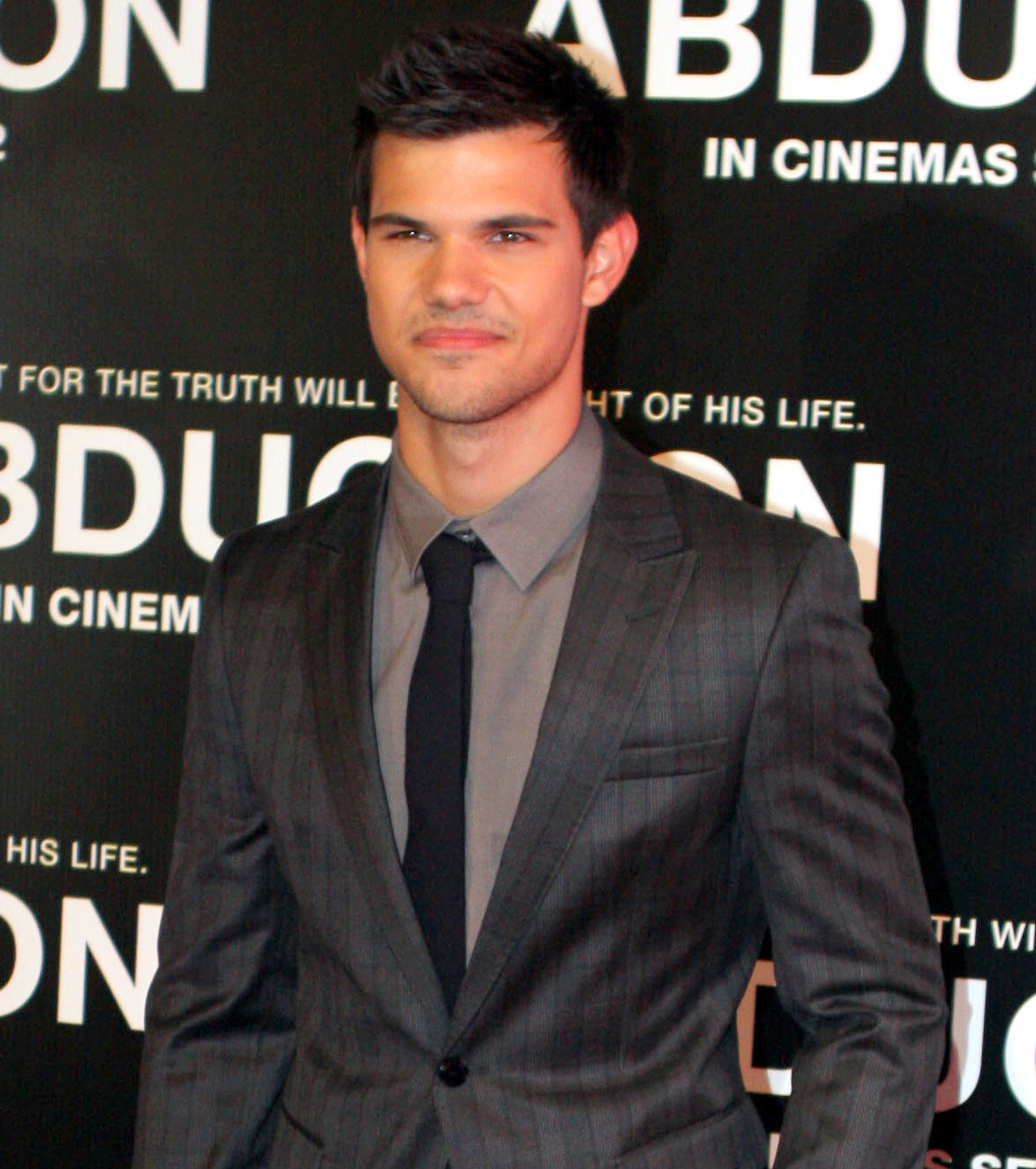
Taylor Lautner (* 1992)

### Lauto
- Lautoa, Wesley (* 1987), neukaledonischer Fußballspieler
- Lautour, Cecil de (1845–1930), neuseeländischer Politiker
- Lautowa, Julia (* 1981), österreichische Eiskunstläuferin

### Lautr
- Lautréamont, Comte de (1846–1870), französischer Schriftsteller

### Lauts
- Lauts, Jan (1908–1993), deutscher Kunsthistoriker und Museumsdirektor
- Lautsch, Thomas (* 1961), deutscher Bergingenieur

### Lautu
- Lauture, Pierre-Henri Stanislas d’Escayrac de (1826–1868), französischer Afrikaforscher

### Lautw
- Lautwein, Thomas (* 1963), deutscher Autor und Übersetzer

### Lautz
- Lautz, Anton Johann Ernst (1749–1833), Amtmann in Usingen, nassauischer Regierungsrat
- Lautz, Ernst (1887–1979), deutscher Jurist
- Lautz, Jakob (1834–1912), Landtagsabgeordneter Großherzogtum Hessen
- Lautz, Julius von (1903–1980), saarländischer Landesminister
- Lautz, Ludwig (1830–1884), deutscher Bankier und Politiker
- Lautzas, Peter (* 1941), deutscher Historiker